# Кавария кон Премецо
Кава̀рия кон Премѐцо (на италиански: Cavaria con Premezzo; на ломбардски: Cavaria cun Premez, Кавария кун Премец) е община в Северна Италия, провинция Варезе, регион Ломбардия. Административен център на общината е градче Кавария (на италиански: Cavaria), което е разположено на 268 m надморска височина. Населението на общината е 5814 души (към 2017 г.).